# NGC 529
NGC 529 je galaksija u zviježđu Andromeda.

## Vanjske poveznice
- SEDS: NGC 0529